# Hans Georg Ruppe

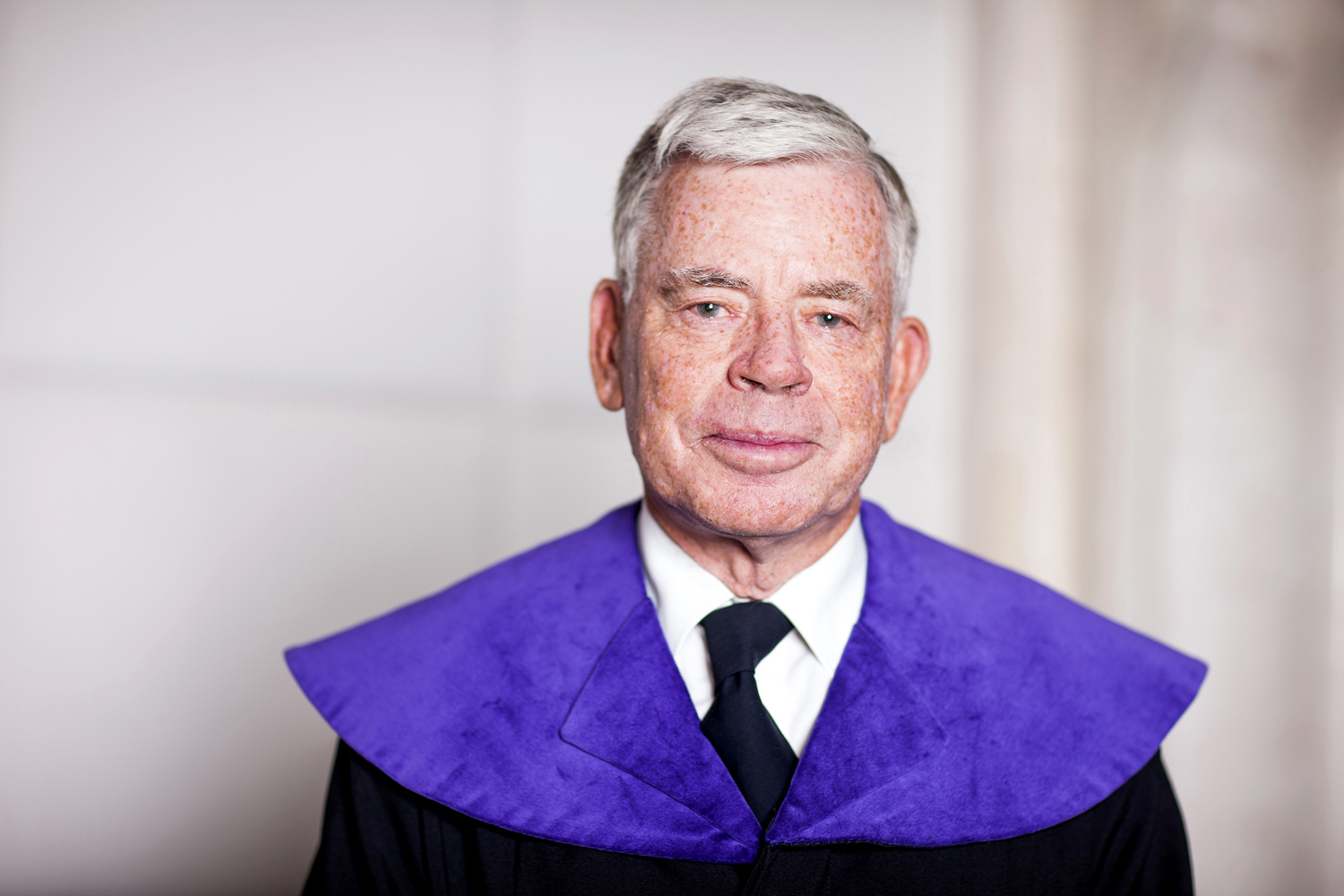
Hans Georg Ruppe (2015)

Hans Georg Ruppe (* 16. Juni 1942 in Wien) ist emeritierter Universitätsprofessor für Finanzrecht an der Universität Graz und war bis Ende 2012 Mitglied des österreichischen Verfassungsgerichtshofes.

## Lebenslauf
Nach Schulbesuch in Salzburg und Reifeprüfung 1960 studierte Ruppe. Bereits 1964 promovierte er an der rechtswissenschaftlichen Fakultät der Universität Wien. Ab 1963 war er wissenschaftliche Hilfskraft, ab 1965 Universitätsassistent am Forschungsinstitut für Genossenschaftswesen an der Universität Wien. 1967 folgte eine zweite Promotion zum Dr. rer. pol.; 1971 die Habilitation für „Finanzrecht und Finanzpolitik“ an der Universität Wien. 1972 nahm er einen Ruf an die Universität Graz an; seit 1973 steht er dem Institut für Finanzrecht an dieser Universität vor. 1997 wurde er korrespondierendes Mitglied, 2004 wirkliches Mitglied der philosophisch-historischen Klasse der Österreichischen Akademie der Wissenschaften.
1987 wurde er – nominiert vom Nationalrat – Ersatzmitglied, 1999  Mitglied des Verfassungsgerichtshofes. Er wurde wiederholt zum Ständigen Referenten gewählt. Mit Erreichen der Altersgrenze schied er Ende 2012 aus dem Verfassungsgerichtshof aus.
Ruppe gehört dem Vorstand der Deutschen Steuerjuristischen Gesellschaft an.

## Wissenschaftliches Wirken
Hans Georg Ruppe ist unter anderem wegen seines Beitrags zur Entwicklung der Markteinkommenstheorie bekannt. Seine Grundlagenarbeiten zur Theorie des Steuerrechts haben in Deutschland ebenso wichtige Bedeutung wie in Österreich.

## Veröffentlichungen
- Möglichkeiten und Grenzen der Übertragung von Einkunftsquellen. In: Klaus Tipke, Übertragung von Einkunftsquellen im Steuerrecht, DStJG Band 1 „Übertragung von Einkunftsquellen im Steuerrecht“, 1979, S. 7 ff.

- Hans Georg Ruppe, Markus Achatz: Umsatzsteuergesetz : Kommentar. Facultas Verlag, Wien 2018, ISBN 978-3-7089-1515-9.

## Auszeichnungen
- 2022: Ehrenzeichen des Landes Steiermark für Wissenschaft, Forschung und Kunst[1]